# Nikephoros Blemmydes

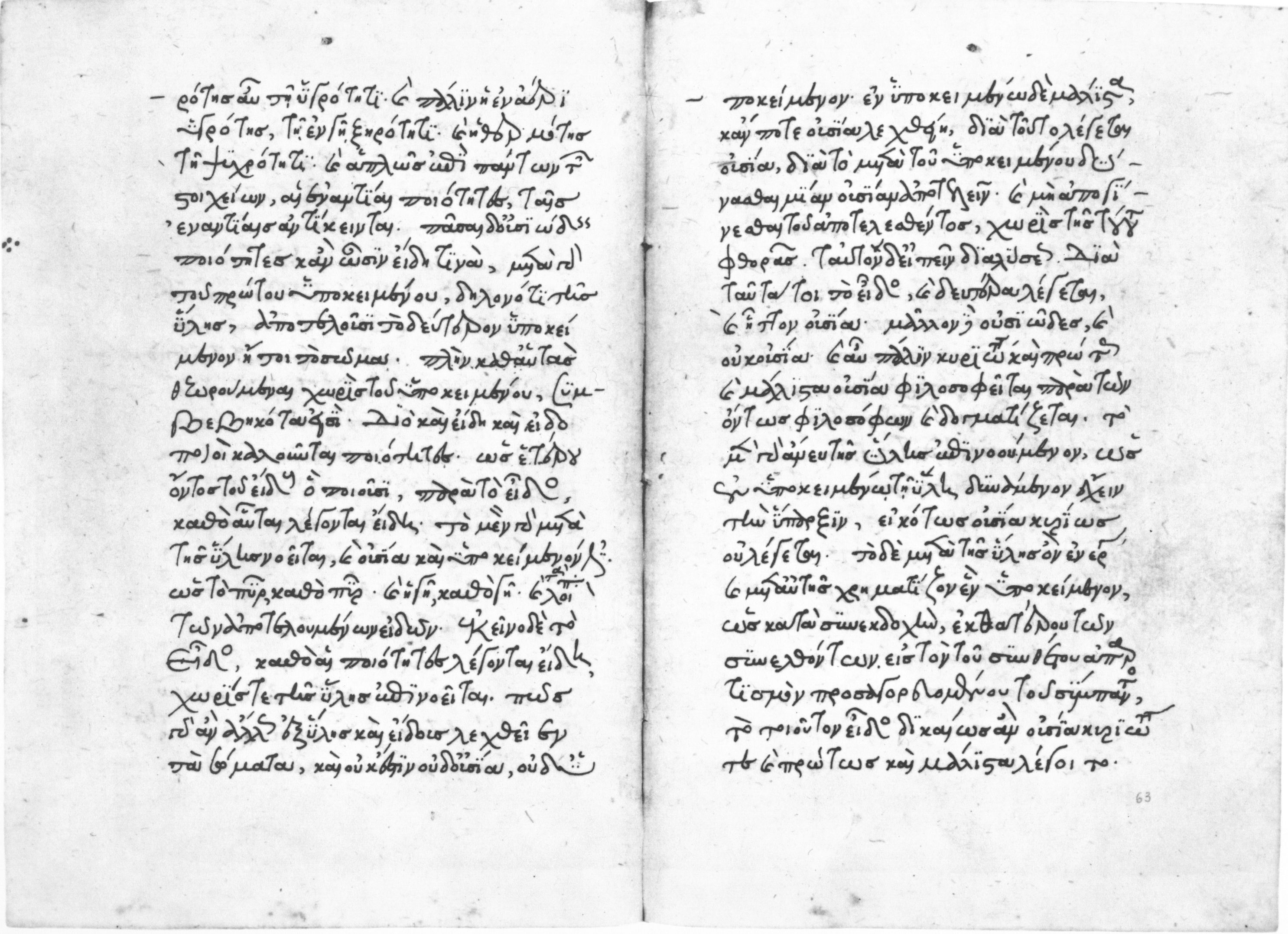
Nikephoros Blemmydes, Epitome physica in der 1314 geschriebenen Handschrift Florenz, Biblioteca Medicea Laurenziana, Plut. 86,31, fol. 62v–63r

Nikephoros Blemmydes (griechisch Νικηφόρος Βλεμμύδης, lateinisch Nicephorus Blemmyda; * 1197 oder 1198 in Konstantinopel; † 1269/1272) war ein byzantinischer Mönch, Mediziner und Erzieher. Er gilt als der größte Universalgelehrte im Reich von Nikaia.
Nach der Eroberung Konstantinopels durch die Kreuzfahrer im Jahr 1204 übersiedelte die Familie des Nikephoros nach Bithynien. In Prusa, Nikaia, Smyrna, Nymphaion und Troas erhielt er eine gründliche Ausbildung in den sieben freien Künsten sowie in Physik (insbesondere Optik), Medizin und Theologie. Ab 1227 unterrichtete er selbst. Im Jahr 1232 wurde er Geistlicher und Mönch.
Nikephoros wurde im Jahr 1237 Vorsteher des Klosters des Heiligen Gregorios Thaumaturgos in der Nähe von Ephesos. Im Jahr 1240 wurde er Lehrer des Kaisersohnes Theodoros, des späteren Kaisers Theodoros II. Laskaris. Im folgenden Jahr gründete er ein Kloster in der Nähe von Ephesos, in das er sich 1258 zurückzog. Dort schrieb er seine Autobiographie. Zu seinen Schülern zählte Georgios Akropolites.
Die Werke des Nikephoros sind in der Patrologia Graeca (Band 142) und der Bibliotheca Teubneriana ediert.